# 982 v.Chr.
Het jaar 982 v.Chr. is een jaartal volgens de christelijke jaartelling.

## Gebeurtenissen

### China
- Het Boek der Veranderingen wordt voltooid. Het concept van de I Ching behoort tot de Vijf Klassieken.